# 布拉班特女公爵伊麗莎白公主
比利时的伊丽莎白公主（法語：Élisabeth de Belgique；2001年10月25日—），本名伊丽莎白·泰蕾兹·玛丽·埃莱娜（法語：Élisabeth Thérèse Marie Hélène），是比利時國王菲利普同瑪蒂爾德王后所生的長女，也是比利時王位第一順位繼承人，現任布拉班特女公爵，亦是比利时自1830年独立以来第一位女性王储。

## 教育和军事训练
2018年8月，伊丽莎白前往英国威尔士的大西洋書院开始两年的IB高中课程。她在2020年5月毕业。同年，她在比利时皇家军事学院完成四星期的军事训练。
2020年8月31日，伊莉莎白進入布魯塞爾皇家軍事學院學習社會與軍事科學。她於2020年9月獲得藍色貝雷帽，並於2021年7月9日完成了為期一年的軍事訓練。在軍事學院學習期間，伊莉莎白放棄了學員所獲得的任何金錢，只獲得了完成第一年訓練的證書。在接下來的兩年裡，她參加了皇家軍事學院每年為期三週的夏令營以及其他實踐和理論軍事課程。
2023年9月26日，她宣誓就職，被任命為比利時國防軍三個軍種的少尉。

## 頭銜
- 2001年10月25日-2013年7月21日：比利時的伊麗莎白公主殿下
- 2013年7月21日-至今：布拉班特女公爵伊麗莎白公主殿下

## 榮譽

伊丽莎白公主，布拉班特女公爵的纹章

| 綬帶 | 榮譽             | 授勳日期       |
| ---- | ---------------- | -------------- |
|      | 利奥波德勋章绶带 | 2019年10月25日 |